# Alvear (Corrientes)
Alvear é um cidade da Argentina, localizada na província de Corrientes. É a capital do departamento de Alvear. Foi fundada em 10 de fevereiro de 1863 e foi chamada assim em homenagem ao general Carlos María de Alvear.
Do outro lado do rio Uruguai localiza-se a cidade brasileira de Itaquí, no estado de Rio Grande do Sul.

## Localização
Está localizado a uma latitude de 29 ° 03 'sul e uma longitude de 56 ° 32' oeste, na foz do rio Aguapeí, nas margens do rio Uruguai, que o separa da cidade brasileira de Itaqui, com a qual está intimamente relacionados.
É acessado pela RN 14 ou pela ferrovia General Urquiza. Está localizado a 440 quilômetros da cidade de Corrientes.

## História
Foi fundada oficialmente em 1863, à sombra do chamado "Ombu Protetor", uma árvore imortalizada no escudo comunal, cujo nome se deve ao vencedor da Batalha de Ituzaingó. A versão oficial do nome da cidade é que o general Carlos de Alvear havia nascido na província de Corrientes e, na ânsia dos congressistas de 1863 de prestar homenagem ao co-provincial, eles chamaram a cidade nascente de Alvear. Dizem também que Dom Diego de Alvear, pai de Carlos María, viveu alguns anos no passe de Itaquí, e que isso também contribuiu para a imposição do nome.

## População
Possui 6 732 habitantes (Indec, 2010), o que representa uma queda de 2,9% em comparação aos 6 934 habitantes (Indec, 2001) do censo anterior.

## Atrações turísticas

### Carnaval Alvearense
por volta de 10 de fevereiro, por ocasião do aniversário da cidade, são realizados os Carnavais Alvearenses, um evento que enche a cidade de alegria, com visitas de todo o país.

### Stew Festival
no quarto final de semana de setembro, organizado pelo Clube de Pesca e Caça Náutica Alvear.

### O Festival da Virgem
comemorado em 8 de dezembro, dia da Imaculada Conceição de Maria, é uma amostra fiel de fé, da qual as pessoas participam e que apresenta artistas de renome internacional.

### Praça principal
a praça 9 de Julio, adornada com um relógio de sol construído no final do século XIX e marcando, além do horário do dia, a latitude e longitude da localização da cidade.

### Plaza San Martín
e muitos outros pequenos quadrados e cantos verdes.

### Plazoleta Don Isaco Abitol
transformado em anfiteatro, com o nome e o monumento do patriarca de Chamamé, Don Isaco Abitbol, e no qual nasceu a cidade de Alvear.

### A rota cristalina e harmoniosa do rio Aguapey
que se funde com as águas turbulentas e imponentes do rio Uruguai, proporciona uma paisagem natural que forma um maravilhoso cartão postal da cidade. Segundo a lenda urbana de Alicante, quem bebe a água de Aguapey se compromete a voltar um dia, para prestar homenagem ao seu fluxo novamente.

## Educação
Possui cinco escolas primárias na área urbana e duas escolas secundárias (José María Malfussi Agrotechnics, com diplomas técnicos em: Produção Agrícola e Mecanização Agrícola; e o comercial Dr. Mamerto Acuña com Bacharelado em: Economia e Administração / Humanidades). Tem muito mais na área rural.
A Escola Agrotécnica José María Malfussi opera nas instalações do antigo 7º Regimento de Exploração do Exército Argentino. [1] Arquivado em 14 de setembro de 2017 na Wayback Machine.
Os Jardins de Infância Nucleados Nº 35, localizados em C. Cancelo e Rivadavia, possuem 8 seções de nível inicial, com um total de 210 alunos de 4 e 5 anos.

### ISFD ALVEAR
No Instituto Superior de Formação de Professores em Alvear, a carreira do Despachante Aduaneiro, Analista Programador em Administração de Empresas, Professor de Matemática, Professor de História e Técnico Superior é ministrado nas instalações da Escola Comercial Dr. Mamerto Acuña no comércio internacional.

### Escola Municipal de Dança Folclórica
Escola de Dança Clássica e Contemporânea "Muñecas de Coppelia": Esta escola de dança foi inaugurada em meados de 2012. Em meados de 2013, participaram de um concurso interamericano de dança na cidade de Santo Tome, Corrientes. Nesse evento, ocuparam o segundo lugar na categoria jovem e o terceiro na categoria infantil.

## Bancos

### Banco de Nación Argentina
em frente à praça principal, na esquina da Calle San Martín e Centenario.

### O Banco da Província de Corrientes
que é um anexo da agência de La Cruz, está localizado na esquina da C. Pellegrini e E. Hidalgo.

## Saúde
O principal centro de saúde da cidade é o Hospital Dr. Miguel Sussini, que ocupa um quarteirão inteiro, e contrasta sua fachada antiga e formal com o equipamento e o profissionalismo do interior. Suas primeiras alas foram construídas no início do século XX e sua entrada principal fica na rua Belgrano, entre o General Paz e Lavalle.
Além disso, a cidade possui inúmeras salas de primeiros socorros espalhadas ao redor, o que garante que a saúde nunca falte.

## Forças de segurança

### Duas delegacias da província de Corrientes
A principal fica em frente à praça principal, na Calle San Martín, esquina C. Pellegrini; o segundo, Polícia Rural e Ilhas, está localizado nas instalações do antigo 7º Regimento de Exploração, do Exército Argentino

### Destacamento da Gendarmaria Nacional
a poucos metros da RN 14, na parte antiga, que faz parte da RP 36: principal via de acesso aos quartos da região.

### Prefectura Naval Argentina
está localizado no porto da cidade.

### Defesa Civil
O Corpo de Defesa Civil desempenha funções administrativas em seu escritório na Av. Isaco Abitbol, quase Larrea, e em situações de emergência, atua e dirige ações em conjunto com o Corpo de Bombeiros Local, domiciliado na Calle 9 Julio em frente ao bairro Juana Barreiro, e com as outras forças da cidade.

## Porto de Alvear
Há a Alfândega, a Prefeitura de Alvear (da Prefeitura Naval da Argentina, instituição criada na década de 1920, mas que traça sua história como uma força de segurança presente na cidade desde 1884). Caracteriza-se por ser o porto de exportação de arroz mais importante do país. Atualmente, está ativado para qualquer tipo de trânsito de exportação e importação.
Esforços estão em andamento para iniciar os trabalhos de construção da Ponte Internacional Alvear-Itaquí, um projeto que está em estagnação há muito tempo e que, além de unir o país à República Federativa do Brasil, representará um grande marco no desenvolvimento e progresso para a região. A abertura de envelopes da chamada para a realização dos estudos de viabilidade geográfica, prevista para o início de julho de 2009, foi adiada para o próximo dia 8 de setembro pelos governos dos dois países; uma vez realizado esse evento, o trabalho começaria na cidade. [2] (link quebrado disponível no Internet Archive; veja o histórico e a versão mais recente).

## Destaques da Alvearenses
- Miguel Silveyra, sommelier e dançarino de chamame